# Grusonia
Genre
Classification phylogénétique
Grusonia est un genre de la famille des cactus.
Il porte le nom d'Hermann Gruson, cactophile allemand.
Avec l'image ci-dessus, on voit qu'il est proche du genre Opuntia avec un sous-genre duquel il est parfois confondu.
Il est originaire du sud-ouest des États-Unis et du nord du Mexique, incluant la Basse-Californie.
Les plantes sont de forme colonnaire, souvent buissonnantes avec de fortes épines. Elles présentent parfois des feuilles minuscules qui tombent dans l'année.

## Liste d'espèces

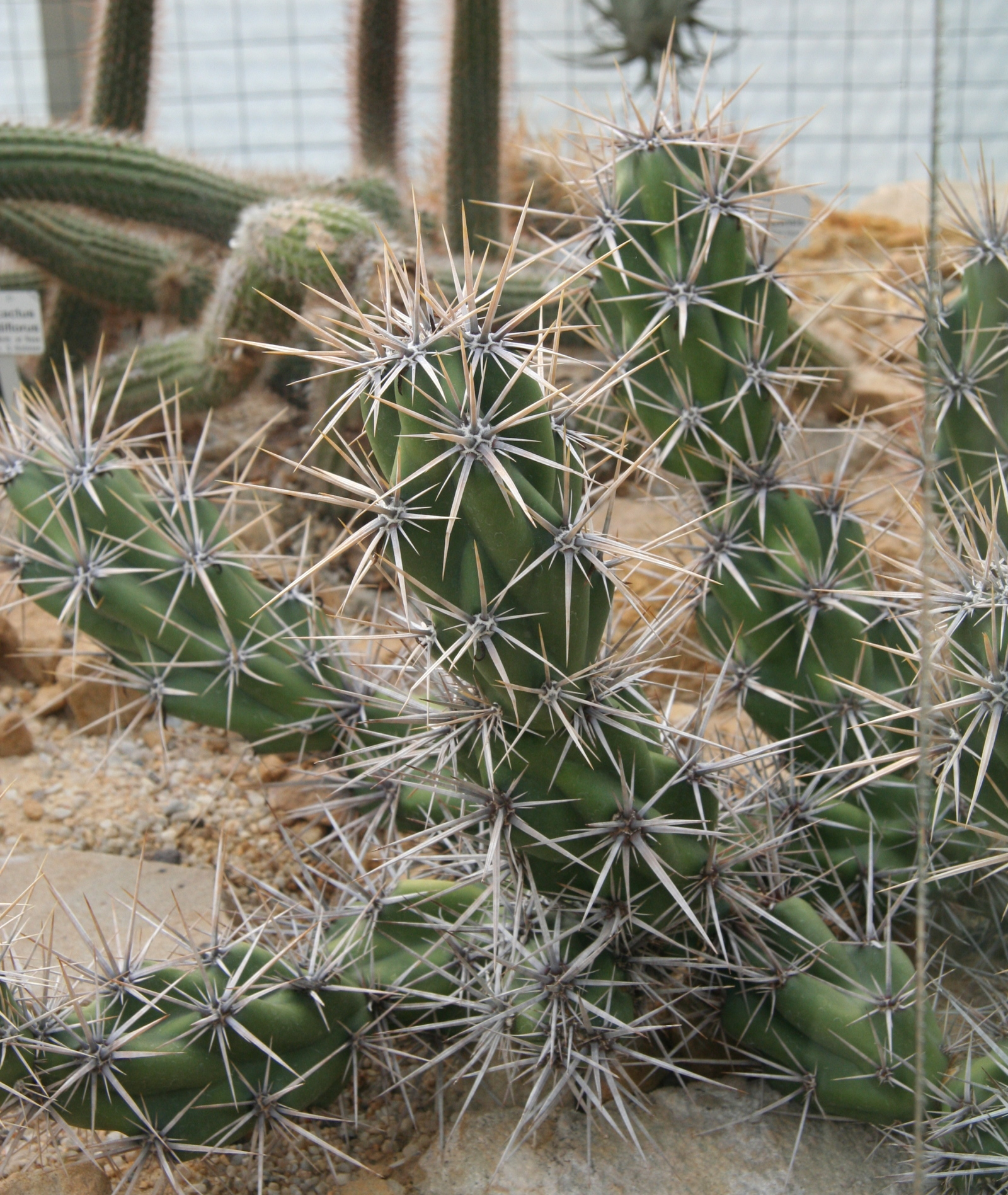
Grusonia invicta.

- Grusonia aggeria (Ralston & Hilsenb.) E.F.Anderson
- Grusonia agglomerata (A.Berger) E.F.Anderson
- Grusonia bradtiana Britton & Rose
- Grusonia bulbispina (Engelm.) H.Rob.
- Grusonia cereiformis
- Grusonia clavata (Engelm.) H. Rob.
- Grusonia dumetorum (Berger) E.F.Anderson
- Grusonia emoryi (Engelm.) Pinkava
- Grusonia grahamii (Engelm.) H. Rob.
- Grusonia hamiltonii
- Grusonia invicta (Brandegee) E.F.Anderson
- Grusonia kunzei (Rose) Pinkava
- Grusonia marenae (S.H.Parsons) E.F.Anderson
- Grusonia moelleri (A.Berger) E.F.Anderson
- Grusonia parishii (Orcutt) Pinkava
- Grusonia pulchella (Engelm.) H.Rob.
- Grusonia reflexispina (Wiggins & Rollins) E.F.Anderson
- Grusonia santamaria
- Grusonia schottii (Engelm.) H.Rob.
- Grusonia stanlyi
- Grusonia vilis (Rose) H. Rob.
- Grusonia wrightiana
- Grusonia zhou

## Mode de culture
Comme la plupart des cactus, ils ont besoin d'un sol sableux bien drainé pauvre en humus, avec des arrosage réguliers de mars à septembre. Et un hivernage totalement au sec à une température ne descendant pas en dessous de 10 °C.
Multiplication facile par bouturage ou par semis.